# Komáromi Mariska
Komáromi Mariska, 1897-ig Bodnár (Miskolc, 1864. június 3. – Pécs, 1936. október 23.) magyar operaénekesnő (szoprán). Komáromy Pál nagynénje.

## Életútja
Bodnár Terézia lánya. 1878-ban Rákosi Jenő gyámsága alá vette, felfedezte benne a tehetséget és kiképeztette hangját Puks Ferenc népszínházi karnagynál és Fehérvári Mari operaénekesnőnél. A Népszínházban lépett először színpadra 1877-ben a Szép Meluzina című darabban, egy tündérfiucska szerepében. 1882-ben a Nemzeti Színház, 1882. október 16-án az Operaház énekese lett, ahol 1888. május 31-ig működött. 1888-ban Olaszországba, majd Párizsba utazott, ahol 1891. februárban Marchesi asszonynál folytatta énektanulmányait. 1891-ben tért vissza Budapestre, először 1892. szeptember 10-én a Népszínházba, ahol a Madarász című operett Milka szerepében nagy sikere volt. 1897. október 16-án megvált az intézménytől és Littke Jenő pécsi MÁV üzletvezető neje lett, majd Pécsett telepedett le. 1898-tól a Magyar Színház tagja volt. 1900. október 3-án visszavonult a színpadtól, miután a Bolond Bimbillájában elbúcsúzott.

## Főbb szerepei
- Mozart: Figaro házassága - Susanna
- Suppé: Bocaccio - Fiametta
- Serlina (Don Juan)
- Apród (Hugenották)
- Santuzza (Parasztbecsület)
- Antónia (Hoffmann meséi)
- Lisbeth (Rip)
- Carmen
- Szultán címszerepe